# Geocharis boieiroi
Geocharis boieiroi – gatunek chrząszcza z rodziny biegaczowatych i podrodziny Trechinae.

## Taksonomia
Gatunek ten został opisany w 2001 roku przez Artura R. M. Serrano i Carlosa A. S. Aguiara

## Opis
Chrząszcz bezoki i bezskrzydły, o ciele ponad 1,8 mm długim. Pokrywy o górnej powierzchni (dysku) z dwiema parami szczecinek: przednią i tylną. Wewnętrzna krawędź tylnych ud ząbkowana, ale nie silnie, jak u G. sacarraoi. Lewa paramera wąska, z dwoma szczecinkami wierzchołkowymi. Podstawowy płat edeagusa pozbawiony wystającej apofizy. Wewnętrzny woreczek edeagusa w widoku bocznym ze skręconym lub zwiniętym sklerytem łukowatego kształtu.

## Rozprzestrzenienie
Gatunek palearktyczny, endemiczny dla Portugalii, gdzie występuje w Serra da Arrabida.